# Stenosomides agrotina
Stenosomides agrotina är en fjärilsart som beskrevs av Rothschild 1914. Stenosomides agrotina ingår i släktet Stenosomides och familjen nattflyn. Inga underarter finns listade i Catalogue of Life.